# Cypseloides
Cypseloides és un gènere d'ocells de la família dels apòdids (Apodidae). Aquests falciots habiten diferents hàbitats a les zones neàrtica i neotropical.

## Taxonomia
Segons la classificació del Congrés Ornitològic Internacional (versió 13.2, 2023) aquest gènere està format per 8 espècies:
- falciot de cara tacada (Cypseloides cherriei).
- falciot de barbeta blanca (Cypseloides cryptus).
- falciot fumat (Cypseloides fumigatus).
- falciot pitblanc (Cypseloides lemosi).
- falciot fosc (Cypseloides niger).
- falciot de Rotshchild (Cypseloides rothschildi).
- falciot de les cascades (Cypseloides senex).
- falciot frontblanc (Cypseloides storeri).